# Sinemorec
Sinemorec (bulharsky Синеморец nebo také Sinemorets, Sinemoretz, česky modré moře) je vesnice a letovisko ve východním Bulharsku, na břehu Černého moře. Sinemorec leží na jihovýchodu země poblíž hranice s Tureckem. Sinemorec spadá pod úřad města Carevo, kraj Burgas. V roce 2020 měla ves 423 obyvatel. Leží na souřadnicích 42°4′N 27°59′E. Na obrázku vidíme řeku Veleka, která se poblíž Sinemorec vlévá do Černého moře.
Během archeologických výzkumů zde byly objeveny kousky keramiky z 5. - 4. století před n. l. a z říčního koryta na jihu vesnice byla vytažena kovová pouzdra a kotvy starověkých lodí. První zmínka o vsi je z Ottomanova dokumentu z roku 1496, přičemž populace byla pouze 16 křesťanských rodin. Při častých útocích pirátů v historii se mnoho obyvatel odstěhovalo do vnitrozemí do oblasti pohoří Strandža. V roce 1766 měla vesnice 17 domů a její populace se živila převážně vývozem dřeva. V roce 1824 měla 30 domů. Z důvodu častých útoků pirátů se vesnice rozšířila dále od pobřeží.
Ve vesnici žilo mnoho Řeků, kteří se po Balkánských válkách přesunuli zpět do Řecka, když v roce 1913 vesnice připadla Bulharsku. V roce 1926 tu bylo 68 domů. Po odchodu Řeků byla vesnice osídlena převážně bulharským obyvatelstvem.
Současné jméno Sinemorec je datováno k roku 1934 a je přesným překladem řeckého Galadzaki. Předchozí turecký název vesnice byl Kalanca. Od roku 1989 je Sinemorec oficiálním letoviskem s rapidně se rozvíjející infrastrukturou.
Sinemorcem prochází zajímavá naučná stezka, spojující několik pláží.
- pláž Veleka (na obrázku)- hlavní městská střežená pláž, ležící pod vesnicí u ústí řeky Veleky
- pláž Butamiata - střežená pláž náležící k hotelovému komplexu Bella Vista na jižním kraji vesnice
- pláž Lipite, oblíbená neoficiální nudistická, nestřežená pláž, cca 0,5 km jižně od vesnice
- pláž Listi, nestřežená rozlehlá pláž cca 2 km jižně od vesnice